# 개성 김씨
개성 김씨(開城金氏)는 황해도 개성(開城)을 관향으로 하는 성씨이다.

## 역사
시조 김용주(金龍珠)는 경순왕의 후예로 1054년(고려 문종 8) 문과에 급제하고 여진족 정벌에 공을 세워 추충공신에 책록되고, 개성부사 평장사에 오르고 개성군(開城君)에 봉해졌다고 한다.

### 시조에 대해
《증보문헌비고》 및 《조선씨족통보》 등의 문헌에는 시조가 정신공 김준(金晙)으로 고려 문종 때 문과에 급제하여 병부·예부·이부상서를 지내고 고려 예종 때 여진을 평정한 공으로 평장사에 올랐으며 시호가 정신공(貞愼公)이라 한다.

### 동성 동본에 대하여
- 『조선명신록(朝鮮名臣錄)』:  개성 김씨 시조는 신라 김알지의 후예로 고려 시대 장군을 지낸 김현선(金玄繕)이라 한다.
- 『개성김씨 세계보』: 고려의 인물로 김현기(金玄器)·김현덕(金玄德) 등이 있는 것으로 보아 김현선(金玄繕)은 그들과 같은 형제로 개성 김씨에서 개령 김씨로 분적했을 것으로 추정된다.
- 《김씨 분관록》: 개성 김씨를 혹칭 개령 김씨라 하며 시조가 김현선(金玄善) 또는 김준(金晙)이라 한다
- 《증보문헌비고》: 개성 김씨와 개령 김씨를 별도 성씨라 하고, 개성 김씨 시조는 김준(金晙)이며, 개령 김씨 시조는 김현선(金玄善)이라 한다.[2]

### 분적
- 설성 김씨(雪城 金氏) : 시조 김지선(金之宣)은 고려 보문각 대제학을 지냈으며, 아버지는 정신공 김준(金晙)이다.[3]

### 발상지에 대하여
아래 발상지(강원도 홍천군 남면)에 관한 내용은 일반적으로 알려진 경순왕계 개성김씨와는 전혀 무관한 내용이며, 고려 태조 왕건의 후손들이라는 개성 왕씨의 일부가  조선 이씨 왕조가 펼친 왕씨 말살정책 속에 살아남기 위하여 성을 김씨로 고쳤다는 설로 이에 대한 고증이 필요할 것으로 사료된다.
일반적인 개성김씨는 개성왕씨와 무관하며 발상지는 본관과 동일한 개성(충의공 김용주가 개성군으로 봉해짐)이다.
개성 왕씨 후손이라 불리는 개성 김씨는 600여년 전 고려가 망하고, 이씨 왕조가 들어서면서 고려의 왕족인 왕씨 일가를 섬멸시키는 과정에 송도(개성)에서 강원도 홍천군 남면 시동리 삼은 마을로 피난하여 생활했다고 한다.
처음에는 고개너머 시동 4리에 자리를 잡으려고 했는데 너무 광활하고, 방어 할 수 있는 은신처와 망을 볼 수 있는 산이 없어서 사방으로 산이 둘러싸여져 있고 협소하여 방어도 쉽고 뒤에 뾰족한 산이 있어 사주 경계도 가능한 삼은 지역에 정착했다고 한다.
삼은 마을이란 동은(동쪽으로 잠깐 거쳐간다, 은신했다 가다), 서은, 하은을 말하는데 동네에선 동거른다리, 서거른다리, 아랫거른다리 라고 보통 부르고 있다. 망덕산은 동은 마을 뒷산에 아주 뾰족하게 생긴 산인데 이곳에 올라가 노심초사하여 항상 망을 보며 살았고 매월 1일과 15일에는 개성을 향해 망향제를 지냈다고 한다. 처음에는 이 산을 고려가 망했으니 패망산이라고 했다가 개성이 그리워서 개성에 있는 산 이름인 덕물산이라고 했다가 어느 날 소승이 와서 자고 가면서 '망덕산이라고 하십시오' 그 후부터 지금까지 망덕산이라고 부른다.
이들은 고려 왕족의 후예이기 때문에 왕씨라고 하면 죽으니까 본관을 개성에서 왔기 때문에 개성 김씨로 만들어놓고 살았다고 한다. 그래서 이 지역 주민들은 개성 김씨 또는 왕 김씨라고 불렀다고 한다.
이 일대의 땅과 산이 거의 개성 김씨의 소유였었는데 이들이 다 망하여 외지로 가고 일부 산에 묘소만 많이 남아 있는데 개성 김씨의 종손 김수혁(경기도 청운명 도원리 풀무산)이 경향 각지의 종친들의 의견을 모아 조상들의 위패 봉안실을 망덕산 입구에 돔식으로 굴을 파서 15평 남짓한 곳에 "개성 김씨 위패 봉안실"이라고 써 붙여 놓은 시설을 하였다. 그리고 가을에 시제를 모시고 있는데, 이곳이 개성 김씨의 발상지라고 한다.

## 본관
개성(開城)은 고려의 수도였으며, 현재 황해북도 중서부에 있는 개성시이다. 삼한시대 대방의 옛터였던 개성은 고구려 때 부소갑으로 불렸으며, 신라 때는 송악군으로 개칭되었다.
919년(태조 2) 고려 태조가 송악지역에 도읍을 정한 다음 개성군을 합병해 개주라고 했으며, 신라를 복속한 후 국도가 되었다. 조선왕조가 한양으로 천도한 이후 개성유후사를 설치하였다가 1438년(세종 20) 개성부로 고쳤다. 1914년 송도면으로 개칭되었으며, 1930년 개성부로 개칭되었다. 광복 후 1949년 개성시가 되었다가, 1953년 7월 휴전협정으로 인해 북한지역이 되었다.

## 인물

### 고려
- 김준(金晙): 여진 평정, 이부상서, 평장사, 정신공
- 김지선(金之宣): 보문각 대제학
- 김지경(金之慶): 상서
- 김원(金源): 상장군, 문원공
- 김남보(金南寶): 판도판서, 조선조 영의정 증직
- 김남의(金南義): 사복경

### 조선
- 김자양(金自陽): 창원부사
- 김황(金滉): 문과 급제, 군수, 중봉 조헌 스승, 임진왜란 거병
- 김유(金濡): 문과 급제, 임진왜란 거병
- 김지(金漬): 문과 급제, 공주목사, 임진왜란 의병장
- 김절(金節): 임진왜란 의사(義士), 금산전투 순절
- 김여량(金汝亮): 1633년(인조 11) 문과 급제, 권지승문원부정자, 음성현감, 김제군수, 창원부사, 승지 등을 역임

## 같이 보기
- 경주 김씨
- 의성 김씨
- 광주 김씨
- 고령 김씨
- 설성 김씨